# 古姓
古姓是中文姓氏之一，在《百家姓》中排第338位。

## 歷史
古姓有三個源頭，分別是：
1. 起源一：源於姬姓古公亶父。古公亶父是周文王的祖父，他在擔任周族人的首領時，率領族人定居在岐山腳下肥沃的渭河平原。在這裡，古公亶父帶領族人開荒種地，發展農業，還興建了堅固的城牆和宮殿，使周國初具規模並逐漸強盛起來。古公亶父勤政愛民，深受百姓的愛戴。周武王建立周朝後，尊古公亶父為周大公。古公亶父其後代一支子孫，為了紀念祖上就以祖父稱號為姓，世代相傳姓古，故古姓後人尊古公亶父為古姓的始祖。
2. 起源二：以邑名为氏。源於周代有大夫受封于苦城。据《潜夫论》上有关于“古成氏之后分为古氏。”的记载，周代有大夫受封于苦城（在今河南省鹿邑），其后人以讹音古成为氏，以后去成单姓古，称古氏。
3. 起源三：源於鲜卑族吐奚氏所改姓。据《魏书·官氏志》记载指出，后魏吐奚氏改为古氏。入中原后逐渐与汉文化融合，改为单姓古氏。

## 郡望
新安郡

## 堂号
新安堂、國寶堂（从古弼）

## 延伸阅读
[在维基数据编辑]
 《百家姓》
 《欽定古今圖書集成·明倫彙編·氏族典·古姓部》，出自陈梦雷《古今圖書集成》
1. ↑  謝鈞祥 (编). . 鄭州: 河南人民出版社. 1994.